# Здравствени систем у Републици Српској
Здравствени систем у Републици Српској намењн за пружанје организоване и планске здравствене заштите становништву на својој територији, услуге пружа  у јавним и приватним здравственим установама под једнаким условима. Здравствену делатност у овим установама  обављају здравствени радници и здравствени сарадници под условима и на начин прописан законом и прописима донесеним на основу  и у складу са Законом о здравственој заштити Републике Српске.

## Организација

#### Здрвствене установе
Здравствене установе здрвственом систему РС су:
| - амбуланта породичне медицине, - стоматолошка амбуланта - дом здравља, - апотека, - специјалистичка амбуланта, - специјалистички центар, - болница, | - завод, - институт за јавно здравство, - дом за здравствену негу - лабораторија, - банка биолошког материјала - банка матичних ћелија. |

### Нивои здравствене заштите
Здравствени систем Републике Српске као сложен и централизован систем, здравствену заштиту на својој територији пружа на примарном, секундарном и терцијарном нивоу.   Здравствена заштиту у оквиру Здравственог система на нивоу Републике, обезбеђују јединице локалне самоуправе и послодавци, предузимањем специфичних активности на промоцији здравља, превенцији и лечењу болести и стања, рехабилитацији оболелих и повређених и обезбјеђењу лекова и медицинских средстава, заштити животне и радне средине и друге специфичне активности.
Нивои здравствене заштите се повезују кроз реферални систем, или континуирано и несметано кретање грађана и пацијената кроз здравствени систем, које паралелно прати и одговарајућа медицинска документација.

### Примарни ниво
Примарни ниво здравствене заштите пружа се у следећим здравственим установама: 
- клиникама за лечење, здравствену заштиту и рехабилитацију,
- специјалистичким амбулантама породичне медицине,
- стоматолошким клиникама,
- домовима здравља,
- специјалистичким центрима,
- апотекама.

У Републици Српској постоје 54 домова здравља који, заједно са амбулантама породичне медицине, омогућавају приступ примарној здравственој заштити становништву Републике Српске.

### Секундарни ниво
Секундарни ниво  здравствене заштите спроводи примарну, секундарну и терцијарну превенцију болести и стања. Пружа се преко;
- специјалистичких клиника,
- специјалистичких центра,
- болнице и института.

Секундарни ниво здравствене заштите организован је тако да допуњује примарну здравствену заштиту и кроз организовану и континуирану помоћ и подршку.

### Терцијарни ниво
Терцијарни ниво  здравствене заштите пружа се кроз:
- специјалистичке клинике,
- специјалистичке центре,
- специјалне болнице,
- институте,
- болнице
- клинички центар.

Терцијарни ниво је тако организован да допуњује секундарну здравствену заштиту и пружа јој организовану и континуирану помоћ и подршку. На терцијарном нивоу здравствене заштите спроводи се примарна, секундарна и терцијарна превенција болести и стања.

## Капацитети
У Републици Српској у јавном сектору постоји:
- 54 домова здравља, заједно са амбулантама породичне медицине.[3]
- 11 болница,[2]
- 4 специјалне болнице,[2]
- 1 клинички центар,[2]
- 7 института и завода.[2]

### Домови здравља
| - ЈЗУ Дом здравља Бањалука - ЈЗУ Дом здравља "Др Миленко Муратовић" Берковићи - ЈЗУ Дом здравља Бијељина - ЈЗУ Дом здравља "Свети Лука" Билећа - ЈЗУ Дом здравља Брод - ЈЗУ Дом здравља Братунац - ЈЗУ Дом здравља Чајниче - ЈЗУ Дом здравља "Свети врачеви" Челинац - ЈЗУ Дом здравља Дервента - ЈЗУ Дом здравља Добој - ЈЗУ Дом здравља Дринић-Петровац - ЈЗУ Дом здравља Фоча - ЈЗУ Дом здравља Гацко - ЈЗУ Дом здравља Градишка - ЈЗУ Дом здравља Хан Пијесак - ЈЗУ Дом здравља Источно Сарајево - ЈЗУ Дом здравља "Свети Лука" Калиновик - ЈЗУ Дом здравља Кнежево - ЈЗУ Дом здравља Костајница - ЈЗУ Дом здравља "Свети Пантелејмон" Котор Варош - ЈЗУ Дом здравља Козарска Дубица - ЈЗУ Дом здравља Крупа на Уни - ЈЗУ Дом здравља "Др Младен Стојановић" Лакташи - ЈЗУ Дом здравља Лопаре - ЈЗУ Дом здравља Љубиње - ЈЗУ Дом здравља Милићи - ЈЗУ Дом здравља Модрича | - ЈЗУ Дом здравља "Др Јован Рашковић" Мркоњић Град - ЈЗУ Дом здравља Невесиње - ЈЗУ Дом здравља Нови Град - ЈЗУ Дом здравља "Свети Сава" Оштра Лука - ЈЗУ Дом здравља Пале - ЈЗУ Дом здравља Петрово - ЈЗУ Дом здравља Потоци (Источни Дрвар) - ЈЗУ Дом здравља Приједор - ЈЗУ Дом здравља Прњавор - ЈЗУ Дом здравља Рибник - ЈЗУ Дом здравља Рогатица Ј - ЈЗУ Дом здравља Рудо - ЈЗУ Дом здравља "Др Љубомир Ћеранић" Соколац - ЈЗУ Дом здравља Србац - ЈЗУ Дом здравља Сребреница - ЈЗУ Дом здравља Шамац - ЈЗУ Дом здравља Шековићи - ЈЗУ Дом здравља Шипово - ЈЗУ Дом здравља "Свети Сава" Теслић - ЈЗУ Дом здравља Требиње - ЈЗУ Дом здравља Трново - ЈЗУ Дом здравља Угљевик - ЈЗУ Дом здравља Устипрача (Ново Горажде) - ЈЗУ Дом здравља Вишеград - ЈЗУ Дом здравља Власеница - ЈЗУ Дом здравља Зворник - ЈЗУ Дом здравља Источни Стари Град |

### Опште болнице
У складу са Одлуком о плану мреже здравствених установа у Републици Српској, опште болнице су:
ЈЗУ Болница Приједор
ЈЗУ Болница Градишка  гравитира Градишци
ЈЗУ Болница "Свети апостол Лука" Добој
ЈЗУ Болница "Свети врачеви" Бијељина
ЈЗУ Болница Зворник
ЈЗУ Болница Требиње
ЈЗУ Болница Невесиње — за територију општина – Невесиње
ЈЗУ Болница Источно Сарајево — за територију општина Источно Сарајево

### Специјалне болнице
ЈЗУ Болница за физикалну медицину и рехабилитацију "Мљечаница" Козарска Дубица
ЈЗУ Психијатријска болница Соколац
ЈЗУ Болница за хроничну психијатрију Модрича
ЈЗУ Универзитетска болница Фоча

### Клинички центар
ЈЗУ Универзитетски клинички центар Републике Српске бања Лука

## Заводи и институти
ЈУ Завод за судску медицину Републике Српске
ЈУ Завод за трансфузијску медицину Републике Српске
ЈЗУ Завод за ортопедију, физикалну медицину и рехабилитацију "Др Мирослав Зотовић", Бања Лука
ЈЗУ Институт за јавно здравство Бања Лука
ЈЗУ Завод за стоматологију Бања Лука
ЈЗУ Завод за медицину рада и спорта РС Бања Лука
ЈЗУ Завод за форензичку психијатрију Соколац

## Јавно здравље
Посебан облик заштите јавног здравља у Републици Српској остварује се организацијом јавног здравља, која обухвата:
- научно подручје превентивне медицинске науке, укључујући хигијену, епидемиологију, микробиологију, социјалну медицину,[4]
- здравствену екологију,
- здравствену статистику,
- промоцију здравља,
- превенцију болести.

У Републици Српској постоји један Институт за јавно здравље  са 5 регионалних центара (основан 1929. године у Бања Луцу). Његов обим рада и делатности прописан је Законом о здравственој заштити. Осим тога што Институт обавља функцију централе он је носиоца заједничких активности Института за јавно здравство РС, Институт Бања Лука врши и све активности регионалног центра.

## Фонд здравственог осигурања Републике Српске
Фонд здравственог осигурања Републике Српске спроводи обавезно здравствено осигурање и финансира здравствену заштиту осигураних лица у Републици Српској, у складу са законом и пратећим актима Фонда.